# 徳島県道159号阿波半田停車場線
徳島県道159号阿波半田停車場線（とくしまけんどう159ごう あわはんだていしゃじょうせん）は、徳島県美馬郡つるぎ町を通る一般県道である。

## 概要

### 路線データ
- 起点：徳島県美馬郡つるぎ町半田中藪（JR四国徳島線 阿波半田駅）
- 終点：徳島県美馬郡つるぎ町半田小野（徳島県道126号半田貞光線交点）
- 陸上距離：0.495 km[1]

## 歴史
- 1920年（大正9年）4月16日 - 徳島県道半田停車場線として初認定。
- 1959年（昭和34年）1月31日 - 徳島県道37号阿波半田停車場線として認定。
- 1972年（昭和47年）3月10日 - 徳島県道159号阿波半田停車場線として認定。

## 地理

### 通過する自治体
- 徳島県
  - 美馬郡つるぎ町

### 交差する道路
| 交差する道路            | 交差する場所 | 交差する場所 |
| ----------------------- | ------------ | ------------ |
| 徳島県道126号半田貞光線 | 半田小野     | 終点         |

### 沿線
- JR四国徳島線 阿波半田駅